# خفاش سرچکشی
خفاش سرچکشی (Hypsignathus monstrosus) نوعی خفاش میوه‌خوار غول‌پیکر است که عموماً در جنگل‌های ساحلی استوایی، کرناها،دباغچال، باتلاق‌ها و نخلستان‌های آفریقا در ارتفاع زیر ۱۸۰۰ متر می‌زید.